# Opomyzoidea
Super-famille
Les Opomyzoidea sont une super-famille d'insectes diptères brachycères muscomorphes.

## Liste des genres
- famille des Agromyzidae 
  - sous famille des Agromyzinae
    - Agromyza
    - Epidermomyia
    - Hexomyza
    - Japanagromyza
    - Kleinschmidtimyia
    - Melanagromyza
    - Ophiomyia
    - Penetagromyza
    - Tropicomyia

  - sous-famille des Phytomyzinae
    - Amauromyza
    - Aulagromyza
    - Calycomyza
    - Cerodontha
    - Chromatomyia
    - Galiomyza
    - Gymnophytomyza
    - Haplomyza
    - Haplopeodes
    - Liriomyza
    - Metopomyza
    - Napomyza
    - Nemorimyza
    - Paraphytomyza
    - Phytobia Lioy
    - Phytoliriomyza
    - Phytomyza Fallen
    - Pseudoliriomyza
    - Pseudonapomyza
    - Ptochomyza
    - Selachops
    - Xeniomyza
- famille des Anthomyzidae
  - Amnonthomyza
  - Amygdalops
  - Anagnota
  - Anthomyza
  - Apterosepsis
  - Barbarista
  - Cercagnota
  - Epischnomyia
  - Fungomyza
  - Ischnomyia
  - Margdalops
  - Melanthomyza
  - Mumetopia
  - Paranthomyza
  - Santhomyza
  - Stiphrosoma
  - Typhamyza
  - Zealantha
- famille des Asteiidae
  - Anarista
  - Asteia
  - Astiosoma
  - Bahamia
  - Bryania
  - Crepidohamma
  - Leiomyza
  - Loewimyia
  - Phlebosotera
  - Tucumyia
- famille des Aulacigastridae
  - Aulacigaster
  - Curiosimusca
  - Echidnocephalodes
  - Schizochroa
- famille des Clusiidae
  - Alloclusia
  - Allometopon
  - Amuroclusia
  - Apiochaeta
  - Chaetoclusia
  - Clusia
  - Clusiodes
  - Czernyola
  - Hendelia
  - Heteromeringia
  - Melanoclusia
  - Phylloclusia
  - Procerosoma
  - Prohendelia
  - Sobarocephala
  - Tetrameringia
- famille des Fergusoninidae
  - Fergusonina
- famille des Marginidae
  - Margo
- famille des Neminidae
  - Nemo
  - Nemula
  - Ningulus
- famille des Neurochaetidae
  - Neurochaeta
  - Nothoasteia
- famille des Odiniidae
  - Afrodinia
  - Coganodinia
  - Helgreelia
  - Lopesiodinia
  - Neoalticomerus
  - Neoschildomyia
  - Neotraginops
  - Odinia
  - Paratraginops
  - Pradomyia
  - Schildomyia
  - Shewellia
  - Traginops
  - Turanodinia
- famille des Opomyzidae
  - Anomalochaeta
  - Geomyza
  - Opomyza
  - Scelomyza
- famille des Periscelididae
  - Cyamops
  - Diopsosoma
  - Marbenia
  - Neoscutops
  - Parascutops
  - Periscelis
  - Planinasus
  - Scutops
  - Stenocyamops
  - Stenomicra
- famille des Teratomyzidae
  - Auster
  - Camur
  - Lips
  - Pous
  - Stepta
  - Teratomyza
  - Teratoptera
- famille des Xenasteiidae
  - Xenasteia